# Antlia 2
Antlia 2 (Ant 2) és una galàxia satèl·lit nana de baixa brillantor superficial de la Via Làctia a una latitud galàctica d'11,2 º. Té una superfície d'1,26 ° al cel, al sud-est de l'Èpsilon Antliae. La galàxia és de mida semblant al del Gran Núvol de Magalhães, tot i ser d'una brillantor d'1/ 10.000. Antlia 2 té la brillantor superficial més baixa de qualsevol galàxia descoberta i és ~ 100 vegades més difusa que qualsevol galàxia ultra difusa coneguda. La nau espacial Gaia de l'Agència Espacial Europea la va descobrir el novembre de 2018.